# Aranyos-patak
Aranyos-patak är ett vattendrag i Ungern.   Det ligger i provinsen Borsod-Abaúj-Zemplén, i den nordöstra delen av landet, 180 km nordost om huvudstaden Budapest.